# جیمز کوسی آپیا
جیمز کوسی آپیا (انگلیسی: James Kwesi Appiah؛ زاده ۳۰ ژوئن ۱۹۶۰) یک بازیکن فوتبال اهل غنا است.
وی همچنین در تیم ملی فوتبال غنا بازی کرده‌است.

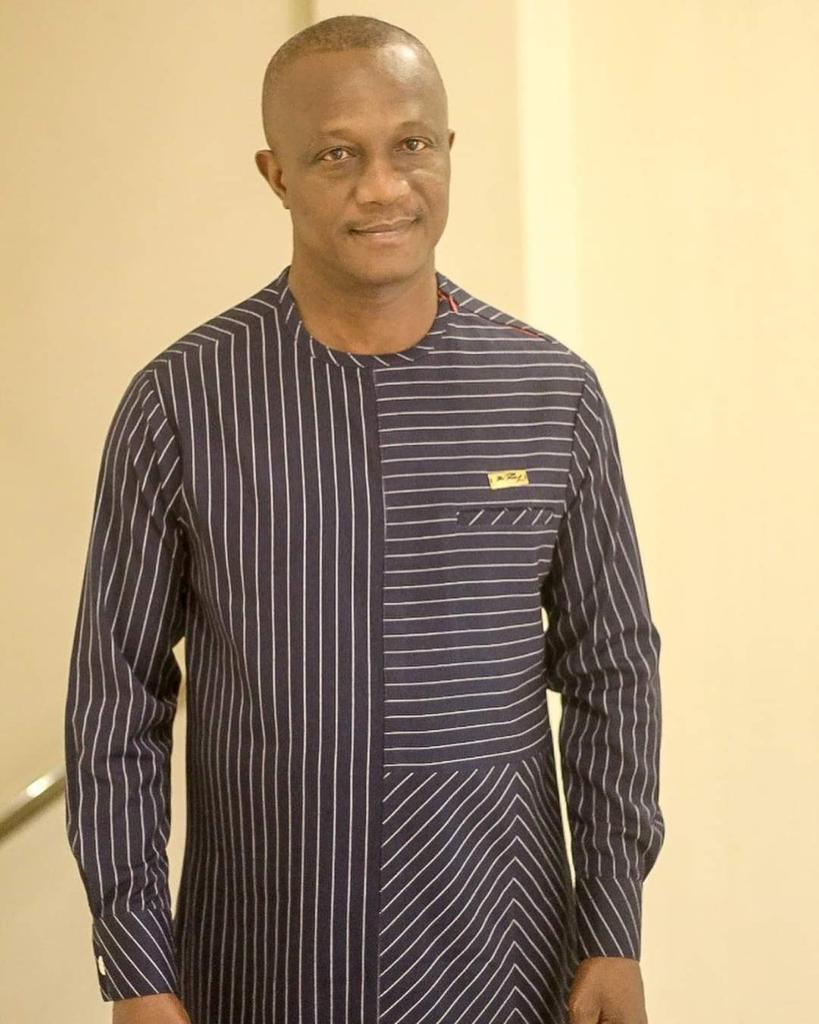